# Renato Visca
Renato Visca (Roma, 1905 – ...) è stato un attore italiano, noto soprattutto per essere stato tra il 1913 e il 1919 uno dei primi e più prolifici attori bambini del cinema muto italiano.

## Biografia
Nato a Roma nel 1905, Renato Visca ha un'intensa esperienza come attore bambino che si estende dal 1913 al 1919. Tra le sue interpretazioni si ricordano quelle in Giovanni Episcopo (regia di Mario Gargiulo, 1916) e come il giovane Gesù in Christus (Giulio Antamoro, 1916).
Dopo una breve pausa, Visca riprende tra il 1921 al 1928 a lavorare con discreto successo nel cinema muto come giovane attore ma la transizione al sonoro mise fine alla sua carriera.

## Filmografia
- I due macchinisti, regia di Enrique Santos - cortometraggio (1913)
- O Roma o morte, regia di Aldo Molinari (1913)
- La finestra illuminata, regia di Ubaldo Pittei - cortometraggio (1913)

- Rataplan, regia di Salvatore Auteri-Marazzan - cortometraggio (1914)
- Christus, regia di Giulio Antamoro (1916)
- Giovanni Episcopo, regia di Mario Gargiulo (1916)
- L'aquila, regia di Mario Gargiulo (1917)
- Carnevalesca, regia di Amleto Palermi (1918)
- L'attentato, regia di Enrique Santos (1918)
- Martino il trovatello, regia di Alberto Capozzi e Ubaldo Maria Del Colle (1919)
- La cicala, regia di Guglielmo Zorzi (1919)
- Tragedia senza lagrime, regia di Mario Caserini (1919)
- Il leone mansueto, regia di Enrique Santos (1919)
- Sinfonia pastorale, regia di Giuseppe Sterni (1921)
- I tre amanti, regia di Guglielmo Zorzi (1921)
- La preda, regia di Guglielmo Zorzi (1921)
- La bottega dell'antiquario, regia di Mario Corsi (1921)
- Il segreto della grotta azzurra, regia di Carmine Gallone (1922)
- Jolly, regia di Mario Camerini (1923)
- Il grido dell'aquila, regia di Mario Volpe (1923)
- Contessina, regia di Arturo Gallea (1925)
- El moroso de la nona, regia di Gian Orlando Vassallo (1927)
- Valle santa, regia di Mario Gargiulo (1928)
- Kif Tebbi, regia di Mario Camerini (1928)